# Енгстинген
Енгстинген (њем. Engstingen) општина је у њемачкој савезној држави Баден-Виртемберг. Једно је од 26 општинских средишта округа Ројтлинген. Према процјени из 2010. у општини је живјело 5.447 становника. Посједује регионалну шифру (AGS) 8415089.

## Географски и демографски подаци
Енгстинген се налази у савезној држави Баден-Виртемберг у округу Ројтлинген. Општина се налази на надморској висини од 700 метара. Површина општине износи 31,5 km². У самом мјесту је, према процјени из 2010. године, живјело 5.447 становника. Просјечна густина становништва износи 173 становника/km².